# Franz Wognar
Franz Wognar (Trnava, 6 gennaio 1890 – Odessa, 1943) è stato un aviatore austro-ungarico.
Franz Wognar è stato un Asso dell'aviazione dell'Impero austro-ungarico nella prima guerra mondiale accreditato con cinque vittorie che deteneva il grado di Offiziersstellvertreter.

## Biografia e prima guerra mondiale
Franz Wognar è nato il 6 gennaio 1890 a Trnava, nell'Impero austro-ungarico. Era di origine slovacca.
Wognar era un meccanico prima di arruolarsi nell'Imperiale e regio esercito nel 1913. In seguito si è trasferito nell'aviazione durante il primo anno della prima guerra mondiale. Fu poi addestrato come pilota ed inviato in azione quando l'Italia entrò in guerra nel maggio 1915.
Wognar fu inviato in servizio con la Fliegerkompanie 2 come pilota di velivoli da Ricognizione a due posti nel luglio 1915. Volò con la Flik 2 nelle Battaglie dell'Isonzo, il principale fronte di battaglia nell'Italia nord-occidentale. Oltre alle missioni di ricognizione, Wognar effettuò missioni di fotografia aerea e missioni di bombardamento, diresse il fuoco dell'artiglieria, sostenne le truppe di terra con attacchi tattici, scortò i bombardieri amici verso i loro bersagli e volò missioni d'intercettazioni di biposto nemici. Era particolarmente abile nel dirigere il fuoco dell'artiglieria. Sebbene alla fine alla Flik 2 fossero stati assegnati alcuni caccia monoposto, di solito Wognar volava ancora sui due posti.
Il 3 ottobre 1915, Wognar fu promosso a sergente. Il 9 ottobre, è stato insignito del prestigioso distintivo pilota militare. Nel febbraio 1916, ha ricevuto la Medaglia d'onore al valor militare d'Argento di Seconda Classe. Nel giugno del 1916, ricevette il primo premio della stessa medaglia. A questo punto, l'inventario della Flik 2 era cresciuto fino ad includere l'Hansa-Brandenburg C.I ed i Lloyd C.III.
La mattina del 26 gennaio 1917, lui ed il suo osservatore furono attaccati da un caccia italiano Nieuport; gli austro-ungarici lo colpirono a colpi di mitragliatrice, per la prima vittoria aerea di Wognar. Nel marzo 1917, ricevette un'altra medaglia d'argento di prima classe. Ha segnato un'altra vittoria il 1º maggio 1917 quando abbatté un altro Nieuport. Il 20 maggio, è stato in squadra con il futuro asso Franz Gräser per una pattuglia mattutina dove hanno incontrato un caccia italiano della Société Pour les Appareils Deperdussin (SPAD) che hanno abbattuto. Wognar è stato ferito mentre ha raggiunto la sua terza vittoria aerea, ma la sua ferita alla schiena non lo ha tenuto lontano dall'azione. È uscito dall'ospedale contro il parere medico dopo solo dieci giorni ed è tornato in servizio. Nel maggio del 1917 ricevette anche il premio supremo dell'Austria-Ungheria, una medaglia d'oro al valore.
Il 4 settembre 1917, Wognar consegue la sua quarta vittoria. Il 16, ha collaborato con un gregario ed ottenuto un'impresa rara per i piloti biposto, incendiando e distruggendo un pallone di osservazione italiano. Dopo questa quinta vittoria aerea su Hansa-Brandenburg C.I a due posti, Wognar è stato riassegnato come Pilota collaudatore. Ha anche ricevuto il terzo premio della medaglia d'argento di prima classe. Wognar iniziò la sua carriera di test negli ultimi giorni del 1917, sui bombardieri Gotha G.IV per la Fliegerkompanie 101 G e la Fliegerkompanie 102 G. Durante il 1918, avrebbe ancora una volta ricevuto la Medaglia d'argento di prima classe per il valore. Fu anche nominato Offizierstellvertreter (Vice Ufficiale). Inoltre quell'anno ha sposato una donna della Slovenia.
Non si sa nulla di Franz Wognar nel dopoguerra.